# エミレーツ・クラブ
エミレーツ・クラブ（アラビア語: نادي الامارات ナーディー・アル＝イマーラート, 英語: Emirates Club）は、アラブ首長国連邦の首長国ラアス・アル＝ハイマにホームを置くサッカークラブである。
1969年に地元クラブのオマーン (Oman) とアル・カーディシーヤ (Al Qadisiya) が合併して創設された。
2009-10シーズンのUAEリーグで11位となり、2部に降格した。そのため、2011年のACLには2部のクラブとして参加する事になった。
2013-14シーズンに1部に復帰したが、その後も3回降格している。

## タイトル
- UAEプレジデントカップ: 1回
  - 2010
- UAEスーパーカップ: 1回
  - 2010

## 現所属メンバー
注：選手の国籍表記はFIFAの定めた代表資格ルールに基づく。
| No. | Pos. |                  | 選手名                             |
| --- | ---- | ---------------- | ---------------------------------- |
| 1   | GK   | アラブ首長国連邦 | アハメド・アル＝シャジ             |
| 2   | DF   | アラブ首長国連邦 | アリ・モスタファ                   |
| 3   | DF   | アラブ首長国連邦 | アハメド・マララー                 |
| 5   | DF   | アラブ首長国連邦 | ハーリド・シャマリフ               |
| 6   | DF   | 大韓民国         | 朴鍾佑                             |
| 7   | FW   | アルゼンチン     | セバスティアン・サエス             |
| 8   | MF   | スペイン         | アンドレス・イニエスタ             |
| 9   | MF   | アラブ首長国連邦 | アハメド・マララー                 |
| 10  | MF   | アラブ首長国連邦 | ハッサン・アブドッラフマーン       |
| 11  | MF   | アルゼンチン     | セバスティアン・レト               |
| 12  | DF   | アラブ首長国連邦 | スルタン・フセイン                 |
| 13  | GK   | アラブ首長国連邦 | アリー・サイード・サクル           |
| 16  | MF   | アラブ首長国連邦 | モハメド・サイード・アル＝ハマディ |
| 17  | FW   | モロッコ         | アブデルガニ・ムアウイ             |

| No. | Pos. |                  | 選手名                                 |
| --- | ---- | ---------------- | -------------------------------------- |
| 21  | FW   | アラブ首長国連邦 | サイード・サレム                       |
| 22  | GK   | アラブ首長国連邦 | イスマイル・ラビー                     |
| 23  | DF   | アラブ首長国連邦 | サード・スルール                       |
| 24  | MF   | アラブ首長国連邦 | ハーリド・アンバー                     |
| 25  | DF   | アラブ首長国連邦 | アブドッラー・アル＝サルミ             |
| 26  | DF   | アラブ首長国連邦 | オマール・アハメド・ラシェド           |
| 30  | DF   | アラブ首長国連邦 | アブドッラー・モハメド                 |
| 31  | MF   | アラブ首長国連邦 | ファウジ・ジュマー                     |
| 33  | DF   | アラブ首長国連邦 | マルワン・モハメド                     |
| 55  | GK   | アラブ首長国連邦 | モハメド・アル＝バーク                 |
| 66  | DF   | アラブ首長国連邦 | アリ・ラビー                           |
| 70  | DF   | アラブ首長国連邦 | アブドッラー・ニーニー・アッ＝シェヒー |
| 80  | MF   | アラブ首長国連邦 | ハーリド・ハミース                     |
| 88  | MF   | アラブ首長国連邦 | アーメド・アル＝シャミシ               |

## 歴代所属選手
- ホセイン・カエビ 2006-2007
- エジソン 2009
- ゴラムレザ・レザイー 2009
- ジャバド・カゼミヤン 2010
- アルハッサン・ケイタ 2011
- ジャスル・ハサノフ 2012
- アレクサンドル・ゲインリフ 2012
- ジャイール 2013-2014